# Sulochana
Sulochana (en sanskrit : सुलोचना, trad. litt. « Celle qui a des yeux magnifiques »), de son vrai nom Ruby Myers, parfois orthographié Ruby Mayer, Ruby Mayers ou Ruby Meyers, est une actrice indienne née en 1907 et décédée en 1983. Au sommet de sa carrière, entre 1925 et 1935, elle est la première femme fatale des écrans indiens. Moderne et exotique, on l'a surnommée la « Greta Garbo indienne ».

## Biographie
Soluchana est née en 1907 à Pune, alors dans la présidence de Bombay en Inde britannique, dans une famille juive originaire d'Irak. On la disait eurasienne ou anglo-indienne, comme nombre d'actrices indiennes de l'époque. Après des études ordinaires à Bombay, elle travaille comme téléphoniste pour la Bombay Telephone Co. lorsque sa photographie est repérée par le réalisateur M.D. Bhavnani qui travaillait alors pour le studio Kohinoor. Elle avait toujours rêvé de devenir actrice et saisit la première occasion qui se présente. Il l'engage pour ce qui sera son premier film, Veer Bala (1925), alors qu'elle n'a aucune expérience de la scène.  

### Cinéma muet

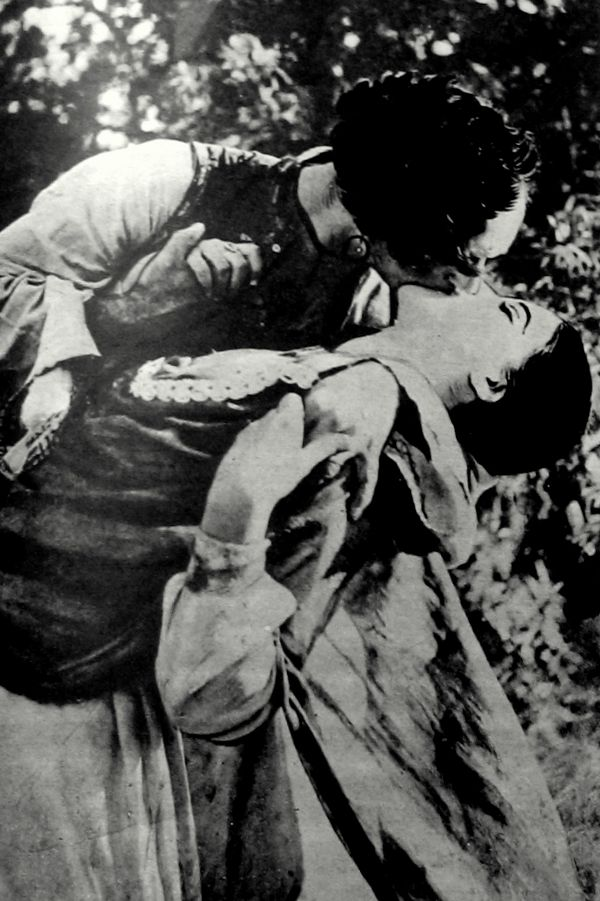
Sulochana et D. Billimoria dans Heer Ranjah (1929)

Sulochana commence sa carrière chez Kohinoor, le plus grand studio indien de l'époque, pour lequel elle participe à neuf films en 1925 et 1926. Cinq d'entre eux sont réalisés par M.D. Bhavnani qui l'avait découverte. En quelques films, elle devient une des vedettes attitrée du studio. Elle est créditée au début sous son véritable nom, Miss Ruby Myers.  Ce n'est qu'en 1926, au générique de Bhamto Bhut, qu'elle apparaît sous son nom de scène, Sulochana, qui est celui de son personnage dans ce film. Durant cette période, elle joue dans des fantaisies orientalistes en costume telles que Mumtaz Mahal (1926), mais elle est surtout reconnue pour des films sociaux où elle incarne une jeune femme moderne et occidentalisée. C'est ainsi qu'elle est une secrétaire dans Typist Girl (1926) et une téléphoniste dans Telephone ni Taruni (1926). Son personnage de vedette de cinéma dans Cinema Ki Rani (1925) contribue à la construction de sa propre légende.
Elle quitte Kohinoor début 1927 pour le studio Orient Pictures Corp. Elle est opposée à Zubeida et Master Vithal dans Balidan (1927) , un film basé sur une histoire de Rabindranath Tagore qui a fait l'objet d'une édition internationale.  Elle rejoint enfin le studio Imperial d'Ardeshir Irani où elle avait été précédée par M.D. Bhavnani. Sulochana tourne 17 films muets pour Imperial entre 1927 et 1931 sous la direction des réalisateurs maison M.D. Bhavnami, R.S. Chaudhary, B.P. Mishra et K.P. Dave. Ses personnages de femme fatale cosmopolite tout autant que sa beauté subjuguent le public, faisant d'elle la première superstar du cinéma indien.  
Le couple qu'elle forme a l'écran avec D. Billimoria dès 1927 dans Mumbai Ni Biladi remporte un succès considérable. Que ce soit dans un film en costume comme Anarkali (1928), ou dans un film social tel qu'Indira B.A. (1929), le public est au rendez-vous. Leurs baisers fréquents comme dans Heer Ranjah (1929) enflamment l'écran au point d'être utilisés pour la promotion des  films. Les magazines et la publicité faite par son studio assoient sa notoriété. On l'appelle ainsi « Queen of the Indian Screen » ou « Star of the Stars ». On lui prête une romance dans la réalité avec D. Billimoria. On la dit la mieux payée des actrices du moment, mieux même que le gouverneur de Bombay,
L'arrivée du cinéma parlant bouleverse sa carrière. Sulochana tourne ses deux derniers films muets, Noor-E-Alam (1931) et Rani Rupmanti (1931), pour les studios Ranjit Movietone et Maharashtra Film respectivement tandis qu'Imperial est déjà passé au parlant. 

### Transition vers le cinéma parlant
Une version sonorisée d'une danse de Sulochana extraite de Madhuri (1928) est présentée au cinéma Krishna de Bombay le 13 septembre 1930,. Il s'agit de la première tentative de cinéma parlant sur le sol indien, quelques mois avant Alam Ara du même studio Imperial. Le rôle principal d'Alam Ara avait été confié à Zubeida probablement parce que Sulochana ne parlait pas suffisamment bien hindi. Mais déterminée, cette dernière prend une année pour apprendre la langue. Elle revient chez Imperial avec un remake parlant de Madhuri qui sort en 1932. C'est un grand succès et Sulochana tournera par la suite des versions sonores de ses films les plus célèbres : Indira B.A. (1929) refait en Indira M.A. (1934), Khwabe-e-Hasti (1929) et Anarkali (1929) refaits sous les mêmes titres en 1934 et 1935 respectivement, puis enfin Mumbai Ni Biladi (1927) qui devient Bambai Ki Billi en 1936.
Sulochana est une des rares vedettes anglo-indiennes à avoir réussi la transition du muet vers le parlant. Ermeline ou Seeta Devi par exemple, ont disparu des écrans à l'orée des années 1930. Le succès n'est cependant pas complet car seuls  Madhuri (1932), Saubhagya Sundari (1933) et Indira M.A. (1934) ont obtenu les faveurs du public. Tous ses autres films sortis dans les années 1930 ont sombré dans l'oubli.

### Carrière tardive
Mis en difficulté par une série d'échecs dont celui de Kysan Kanya (1937) , le studio Imperial ferme ses portes en juillet 1938. Soluchana, qui avait quitté le studio un peu avant, se retrouve sans engagement. Elle épouse à Gaza en septembre 1938 le docteur Richard J. Weingarten, un médecin berlinois qui avait fui le nazisme en 1933. Cette même année, elle fonde avec D. Billimoria la société de production Ruby Pictures dont l'unique film, Prem Ki Jyot sort sur les écrans en février 1939. La critique est favorable mais le film n'attire pas le public dans les salles. 
Sulochana revient après une pause dans Aankh Michouli (1942), pour la première fois dans un second rôle. Le film est un succès mais sa propre performance est à peine remarquée. Après une dernière tentative en tête d'affiche avec Chamakti Bijli en 1946, elle se consacre aux personnages secondaires, de moins en moins importants à mesure que le temps passe. Elle crée pourtant encore la controverse en 1947 lorsqu'une scène de Jugnu est coupée par le comité de censure pour un dernier baiser frôlé.  
Sulochana Latkar arrive sur les écrans à cette époque et se fait appeler elle aussi simplement « Sulochana », contraignant Ruby Myers à apparaître aux génériques sous le nom peu élégant de « Sulochana Senior ». Elle n'est cependant pas encore totalement oubliée. Elle joue ainsi dans son troisième Anarkali en 1953, cette fois dans le rôle de la mère du prince Salim. Même si elle est présente dans deux à trois films par an, elle est en réalité dans une semi-retraite dès le milieu des années 1950, ses prestations s’apparentant de plus en plus à des hommages discrets. On la voit ainsi seulement quelques secondes dans Dostana (1980), son dernier film.  
Sulochana meurt anonymement et dans le dénuement en 1983 dans son appartement de Warden Road à Bombay.

## Filmographie

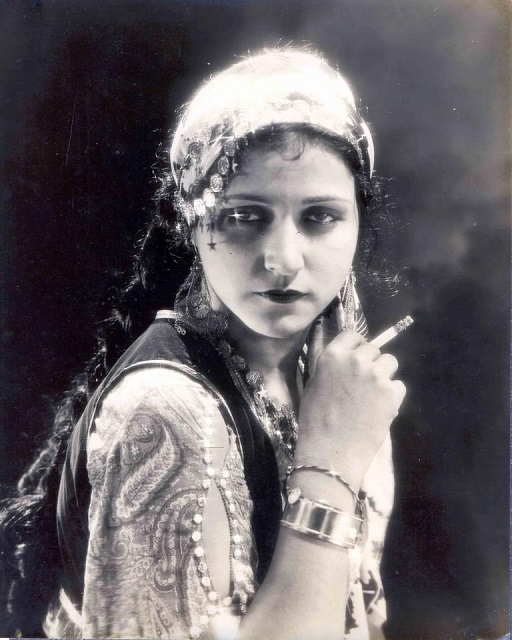
Sulochana dans Daku Ki Ladki (1933)

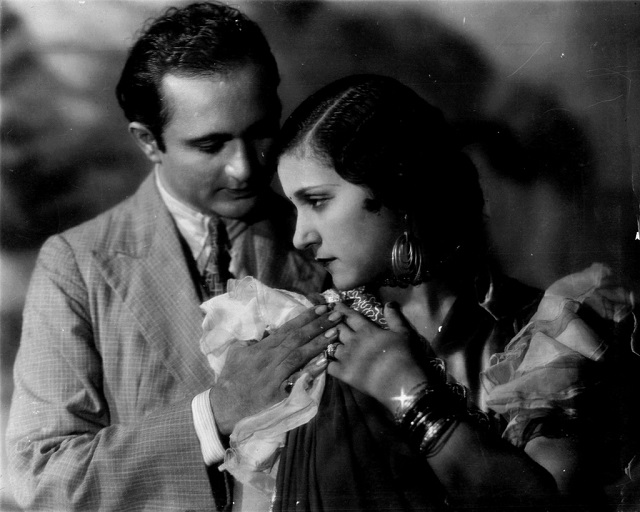
Sulochana et D. Bilimoria dans Indira M.A. (1934)

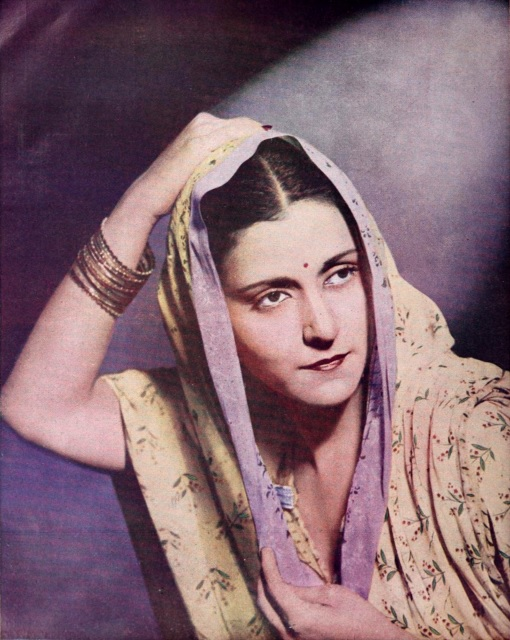
Sulochana dans Prem-Ki-Jyot (1939)

### Films muets
- 1925 : Veer Bala / Brave Girl de M.D. Bhavnani
- 1925 : Cinema Ki Rani / Cinema Queen de M.D. Bhavnani
- 1926 : Bhamto Bhut / Wandering Phantom de M.D. Bhavnani
- 1926 : Mumtaz Mahal de Homi Master
- 1926 : Pagal Premi / Mad Girl de M.D. Bhavnani
- 1926 : Prithvi Putra de Gajanan S. Devare
- 1926 : Ra Kawat / Pranay Milan de M.D. Bhavnani
- 1926 : Samrat Shiladitya de M. D. Bhavnani
- 1926 : Telephone Ni Taruni / Telephone Girl de Homi Master
- 1926 : Typist Girl / Why I Became a Christian de Chandulal Shah et Gajanan S. Devare
- 1927 : Alibaba Chalis Chor / Alibaba and Forty Thieves de B.P. Mishra
- 1927 : Balidan / Sacrifice de Naval Gandhi
- 1927 : Daya Ni Devi / Nurse de M.D. Bhavnani
- 1927 : Gamdani Gori / Village Girl de M.D. Bhavnani
- 1927 : Gatarnum Gulab / Dancing Girl de B.P. Mishra
- 1927 : Mumbai Ni Biladi / Wildcat of Bombay / Uthavgir Abala de M.D. Bhavnani
- 1927 : Nasib Ni Leeli / Kicks of Kismet de M.D. Bhavnani
- 1928 : Anarkali / Monument of Tears de R.S. Chaudhary
- 1928 : Madhuri de R.S. Chaudhary
- 1928 : Rajrang / Vengeance de B.P. Mishra
- 1929 : Heer Ranjah / Hoor-e-Punjab de R.S. Chaudhary
- 1929 : Indira B.A. / Cinema Ni Sundari de R.S. Chaudhary
- 1929 : Khwabe-e-Hasti / Magic Flute de M.D. Bhavnani
- 1929 : Mewadnun Moti / Jewel of Rajputana de B.P. Mishra
- 1929 : Punjab Mail de R.S. Chaudhary
- 1929 : Talwar Ka Dhani / Sword to Sword de R.S. Chaudhary
- 1930 : Amarun Hindustan / Father India de R.S. Chaudhary
- 1930 : Raat Ki Baat / Secret of the Night de K.P. Bhave
- 1931 : Khuda Ki Shaan / Wrath / Punya Prabhav de R.S. Chaudhary
- 1931 : Noor-E-Alam / Queen of Love de Nanubhai Vakil
- 1931 : Rani Rupmati / Love Immortal / Baaz Bahadur de Bhalji Pendharkar

### Films parlants
- 1932 : Madhuri de R.S. Chaudhary
- 1933 : Daku Ki Ladki de M. Gidwani
- 1933 : Saubhagya Sundari de Homi Master
- 1933 : Sulochana / Temple Bells de R.S. Chaudhary
- 1934 : Devaki de N.D. Sarpotdar
- 1934 : Gul Sanobar de Homi Master
- 1934 : Indira M.A. de Nandlal Jaswantal
- 1934 : Khwabe-e-Hasti / Magic Flute de Homi Master
- 1934 : Piya Pyare de R.S. Chaudhary
- 1935 : Anarkali de R.S. Chaudhary
- 1935 : Do Ghadi Ki Mauj de Homi Master
- 1935 : Pujarini / Dancer Of The Temple de Nandlal Jaswantlal
- 1936 : Bambai Ki Billi / Wildcat de Nandlal Jaswantlal
- 1936 : Jungle Queen de Nandlal Jaswantlal
- 1936 : Shan-E-Hind / Pride of India de R.S. Chaudhary
- 1937 : Jagat Kesari de Homi Master
- 1937 : New Searchlight de Homi Master
- 1937 : Wah Ri Duniya de Gunjlal
- 1939 : Prem Ki Jyot de Gunjlal
- 1942 : Aankh Michouli de R.S. Chaudhary
- 1946 : Chamakti Bijli de Homi Master
- 1947 : Jugnu de Shaukat Husain Rizvi
- 1949 : Laadli de J. P. Advani
- 1949 : Shair de M.S. Chawla
- 1949 : Rang Bhoomi de M.D. Bhavnani
- 1949 : Veer Ghatotkach de Nanabhai Bhatt
- 1951 : Actor de Ramji Arya
- 1951 : Laxmi Narayan de Nanabhai Bhatt
- 1952 : Nanhe Munne de Datta Dharmadhikari
- 1952 : Apni Izzat de Nanabhai Bhatt
- 1952 : The Jungle de William Berke (film américain)
- 1953 : Anarkali de Nandlal Jaswantlal
- 1953 : Baaz de Guru Dutt
- 1954 : Nagin de Nandlal Jaswantlal
- 1954 : Sultanat de Dwarka Khosla
- 1954 : Shart de B. Mitra
- 1954 : Suhagan de Anant Mane
- 1955 : Ekadashi de Gunjal
- 1955 : Abe-Hayat de Ramanlal Desai
- 1955 : Daku de Aspi Irani
- 1956 : Talwar Ka Dhani de Dwarka Khosla
- 1957 : Gauri Pooja de Vinod Desai
- 1957 : Johnny Walker de Ved Madan
- 1957 : Lal Batti de Balraj Sahni
- 1958 : Al-Hilal de Ramkumar Bohra
- 1959 : Anari de Hrishikesh Mukherjee
- 1959 : Kaagaz Ke Phool de Guru Dutt
- 1960 : Dil Apna Aur Preet Parai de Kishore Sahu
- 1960 : Kadu Makrani de Manhar Raskapur
- 1961 : Mem-Didi de Hrishikesh Mukherjee
- 1961 : Shola Aur Shabnam de Ramesh Saigal
- 1962 : Piya Milan Ki Aas de S.N. Tripathi
- 1962 : Son of India de Mehboob Khan
- 1962 : Soorat Aur Seerat de Rajnish Bahl
- 1963 : Akeli Mat Jaiyo de Nandlal Jaswantlal
- 1963 : Taj Mahal de M. Sadiq
- 1964 : April Fool de Subodh Mukherji
- 1964 : Ishaara de K. Amarnath
- 1964 : Haqeeqat de Chetan Anand
- 1965 : Teen Devian de Amarjeet
- 1966 : Amrapali de Lekh Tandon
- 1966 : Pyar Mohabbat de Shankar Mukherjee
- 1967 : An Evening in Paris de Shakti Samanta
- 1967 : Raat Aur Din de Satyen Bose
- 1968 : Mere Hamdam Mere Dost de Amar Kumar
- 1968 : Neel Kamal de Ram Maheshwari
- 1968 : Jhuk Gaya Aasman de Lekh Tandon
- 1969 : Ek Masoom de Akhtar Khalid
- 1969 : Talash de O.P. Ralhan
- 1970 : Bombay Talkie de James Ivory
- 1970 : Jahan Pyar Mile de Lekh Tandon
- 1971 : Lal Patthar de Sushil Majumdar
- 1971 : Yaar Mera de Atma Ram
- 1971 : Sharmeelee de Samir Ganguly
- 1973 : Double Cross de Gogi Anand
- 1973 : Honeymoon de Hiren Nag
- 1974 : Aap Ki Kasam de J. Om Prakash
- 1974 : Haath Ki Safai de Prakash Mehra
- 1974 : Mahatma and the Mad Boy de Ismail Merchant (court-métrage)
- 1975 : Julie de K.S. Sethumadhavan
- 1975 : Lafange de Harmesh Malhotra
- 1976 : Raees de Vishnu Raaje
- 1977 : Sandhya Raag de Bhabendra Nath Saikia
- 1978 : Khatta Meetha de Basu Chatterjee
- 1978 : Ankhiyon Ke Jharokhon Se de Hiren Nag
- 1979 : Ratnadeep de Basu Chatterjee
- 1979 : Salaam Memsaab de Asrani
- 1980 : Dostana de Raj Khosla

## Distinctions
Sulochana reçoit le prix Dadasaheb Phalke des mains d'Indira Gandhi lors de la 21e cérémonie des National Awards en octobre 1974.